# Chi Cáng lò
Chi Cáng lò  hay còn gọi chi Bulô, có khi gọi lẫn thành chi Bạch dương, (danh pháp khoa học: Betula) là chi chứa các loài cây thân gỗ trong họ Cáng lò (Betulaceae), có quan hệ họ hàng gần với họ Cử (Fagaceae). Tuy nhiên, theo Sách tra cứu tên cây cỏ Việt Nam của TS Võ Văn Chi thì chi Bạch dương là chi Populus, với 2 loài tồn tại ở Việt Nam là bạch dương Canada (Populus canadensis) và bạch dương (Populus thevestina subsp. bethmontiana). Chúng là các loài cây thân gỗ kích thước từ nhỏ tới trung bình hay các cây bụi, chủ yếu sinh sống trong khu vực có khí hậu ộn đới phương bắc. Các lá đơn có thể khía răng cưa hay có thùy. Quả là loại quả cánh nhỏ, mặc dù các cánh có thể không thấy rõ ở một số loài. Chúng khác với các loài tống quán sủ (chi Alnus cùng họ) ở chỗ các hoa đuôi sóc cái không phải dạng gỗ và bị tan rã ra khi thuần thục, rụng thành từng mảnh để giải phóng hạt, chứ không giống như các hoa đuôi sóc cái dạng gỗ hình nón của tống quán sủ.
Trong chi Cáng lò ở Việt Nam chỉ xuất hiện một loài cáng lò (Betula alnoides), các loài "bạch dương" (gọi nhầm) thuộc chi Cáng lò không phân bổ ở Việt Nam. Danh pháp khoa học Betula có nguồn gốc từ tiếng La tinh. Các loài "bạch dương" bị ấu trùng của nhiều loài côn trùng cánh vẩy (Lepidoptera) phá hại, cụ thể xem Danh sách côn trùng cánh vẩy phá hại bạch dương.
"Bạch dương" được coi là quốc thụ của Nga, nó được sùng bái như là một nữ thần trong tuần lễ xanh vào đầu tháng sáu. Người ta còn gọi nước Nga là xứ sở của "bạch dương" là vì lý do như vậy. Cây này cũng là quốc thụ tại Phần Lan.

## Miêu tả
Vỏ thân của các loài trong chi Cáng lò được đánh dấu đặc trưng bằng các vết đen hình hột đậu thuôn dài theo chiều ngang, và thường có thể tách ra thành các tấm mỏng như giấy, đặc biệt là ở bạch dương giấy. Trên thực tế nó khó bị hư hỏng do dầu dạng nhựa chứa trong nó. Màu rõ rệt của nó tạo ra các tên gọi phổ biến đỏ, trắng, đen, và vàng cho các loài khác nhau.
Các chồi hình thành vào đầu mùa hè và phát triển đầy đủ vào giữa hè, tất cả đều ở bên, không có chồi đỉnh; các cành được kéo dài ra bởi chồi bên phía trên. Gỗ của tất cả các loài có thớ mịn với kết cấu như sa tanh và có thể đánh bóng; giá trị nhiên liệu của nó là vừa phải.
Lá ở các loài khác nhau chỉ khác nhau một chút. Tất cả đều mọc so le, khía răng cưa kép, gân lá hình lông chim, có cuống lá và có lá kèm. Dường như chúng mọc thành các cặp, nhưng các cặp này thực ra là sinh ra trên các cành con hai lá tương tự như cựa.

### Hoa và quả
Hoa đơn tính cùng gốc, nở cùng hay trước khi ra lá mới và mọc thành cụm gồm 3 hoa trong nách của các vảy bắc của các hoa đuôi sóc mọc rủ hay mọc thẳng. Các hoa đuôi sóc đực mọc rủ, thành cụm hay đơn độc trong các nách của lá cuối cùng của cành mọc ra trong năm đó hay gần cuối của các cành nhỏ ở bên và ngắn của năm đó. Chúng hình thành vào đầu mùa thu và tồn tại trong cả mùa đông. Các vảy bắc của hoa đuôi sóc đực khi thuần thục có dạng hình trứng rộng, thuôn tròn, màu vàng hay da cam phía dưới giữa, màu nâu hạt dẻ sẫm ở đỉnh. Mỗi vảy bắc chứa 2 lá bắc con và 3 hoa vô sinh, mỗi hoa bao gồm một đài hoa không cuống, giống như màng, thường có 2 thùy. Mỗi đài hoa chứa 4 chỉ nhị ngắn với bao phấn dạng một ngăn hay nói chính xác hơn là 2 chỉ nhị với mỗi chỉ nhị phân hai nhánh, mỗi nhánh mang một nửa bao phấn. Các ngăn bao phấn mở theo chiều dọc. Các hoa đuôi sóc cái mọc thẳng hay mọc rủ, đơn độc; ở ngọn của các cành nhỏ tương tự như cựa ở bên và hai lá của năm. Các vảy bắc cái hình trứng thuôn dài, 3 thùy, màu vàng lục nhạt, thường nhuốm màu đỏ, trở thành nâu khi thuần thục. Mỗi vảy bắc này mang 2 hay 3 hoa sinh sản, mỗi hoa bao gồm một bầu nhụy trần. Bầu nhụy bị ép, 2 ngăn, với 2 vòi nhụy mảnh dẻ; noãn đơn độc.
Các hoa đuôi sóc cái đã phát triển đầy đủ gọi là bông cầu và mang các quả hạch nhỏ có cánh, được bao gói trong đường cong bảo vệ của mỗi vảy bắc màu nâu dạng gỗ. Các quả hạch này màu nâu nhạt, được bao quanh ở phần đỉnh là các núm nhụy không rụng. Hạt nằm đầy khoang của quả hạch. Các lá mầm dẹt và nhiều cùi. Tất cả các loài đều dễ dàng trồng từ hạt.
Quả "bạch dương" đã từng được sử dụng như là nguồn lương thực chính của người Inca.

## Các loài
Xem thêm: Phân loại chi Bạch dương
Các loài "bạch dương" của Bắc Mỹ bao gồm
- Betula alleghaniensis - Bạch dương vàng (B. lutea)
- Betula cordifolia - Bạch dương núi
- Betula glandulosa - Bạch dương lùn Bắc Mỹ
- Betula lenta - Bạch dương ngọt, bạch dương đen, bạch dương anh đào
  - Betula lenta phân loài uber - Bạch dương lá tròn Virginia (đặc hữu, Cressy Creek, quận Smyth, Virginia)
- Betula michauxii - Bạch dương lùn Newfoundland
- Betula nana - Bạch dương lùn hay bạch dương bãi lầy (cũng có ở miền bắc châu Âu và châu Á)
- Betula neoalaskana - Bạch dương Alaska hay bạch dương Yukon
- Betula nigra - Bạch dương đen hay bạch dương sông
- Betula occidentalis - Bạch dương đỏ hay bạch dương nước (B. fontinalis)
- Betula papyrifera - Bạch dương giấy, bạch dương canoe, bạch dương trắng Bắc Mỹ
- Betula populifolia - Bạch dương xám
- Betula pumila - Bạch dương đầm lầy

Các loài "bạch dương" châu Âu và châu Á bao gồm
- Betula albosinensis - Bạch dương đỏ Trung Hoa
- Betula verukoza L. - Bạch dương Ukraine - gỗ Birch https://link.springer.com/chapter/10.1007/978-3-642-61535-1_16
  - Betula albosinensis thứ septentrionalis - Bạch dương đỏ Hoa Bắc
- Betula alnoides - cáng lò. Đây là loài duy nhất có ở Việt Nam.
- Betula austrosinensis - Bạch dương Hoa Nam
- Betula chinensis - Bạch dương lùn Trung Hoa
- Betula ermanii - Bạch dương Erman
- Betula grossa - Bạch dương anh đào Nhật
- Betula jacquemontii (Betula utilis phân loài jacquemontii) - Bạch dương Himalaya vỏ trắng
- Betula mandschurica - Bạch dương Mãn Châu
  - Betula mandschurica thứ japonica - Bạch dương Nhật
- Betula maximowiczii - Bạch dương Maximowic
- Betula medwediewii - Bạch dương Kavkaz
- Betula nana - Bạch dương lùn (cũng có ở Bắc Mỹ)
- Betula pendula - Bạch dương bạc
- Betula platyphylla (Betula pendula thứ platyphylla) - Bạch dương bạc Siberi
- Betula pubescens - Bạch dương lông, bạch dương trắng hay bạch dương trắng châu Âu (cũng có ở Bắc Á)
  - Betula pubescens phân loài tortuosa - Bạch dương trắng Bắc cực (đại lục Á-Âu cận Bắc cực, Greenland)
- Betula szechuanica (Betula pendula thứ szechuanica) - Bạch dương Tứ Xuyên
- Betula utilis - Bạch dương Himalaya

Lưu ý: Một số văn bản ở Mỹ nhầm lẫn B. pendula với B. pubescens, nhưng chúng là các loài riêng biệt với số nhiễm sắc thể khác nhau.

## Sử dụng

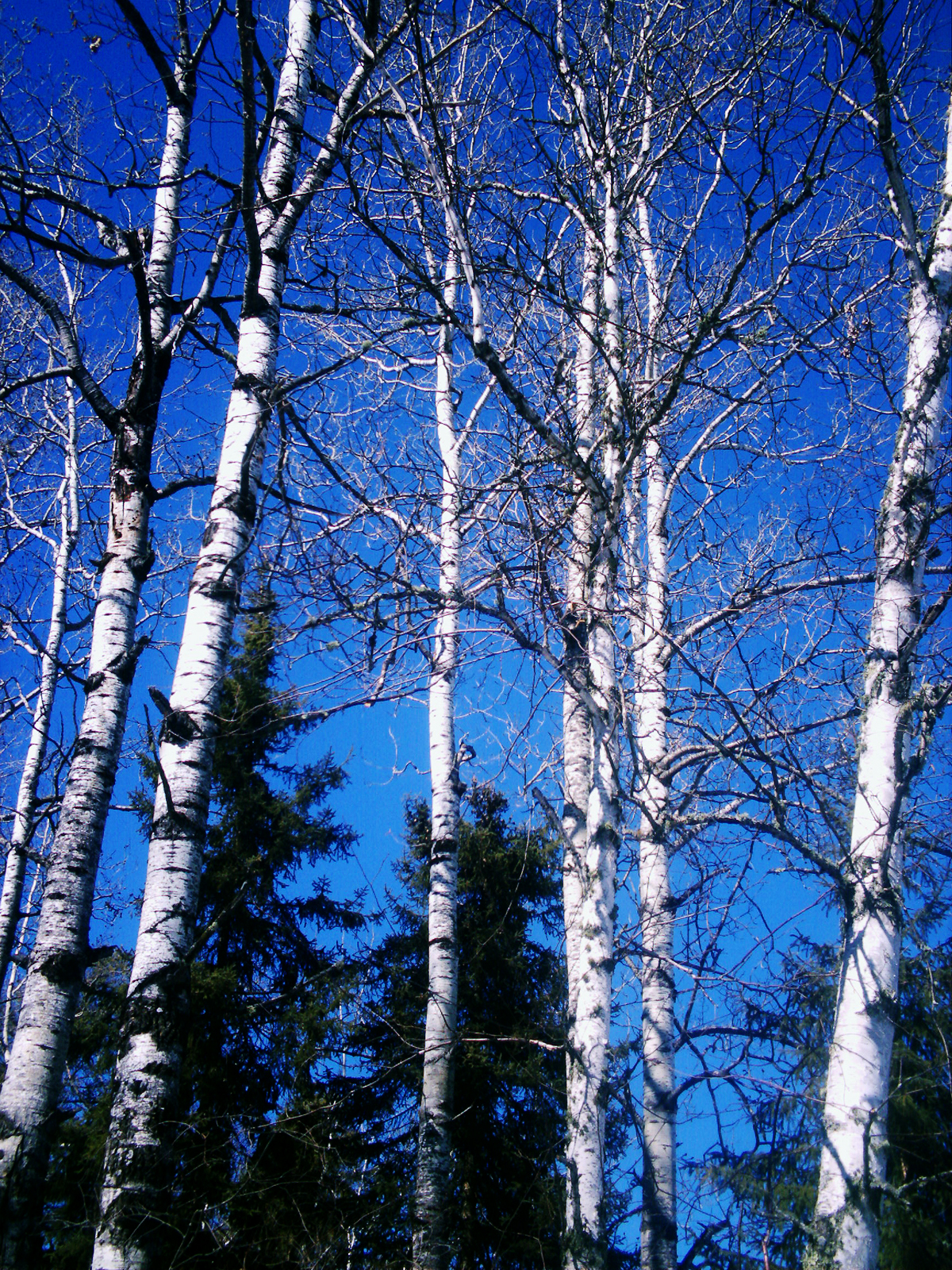

Gỗ "bạch dương" có thớ mịn và nhạt màu, thường với sự óng ánh như sa tanh. Các hình gợn sóng có thể có, làm tăng giá trị của gỗ trong việc dán gỗ và đóng đồ nội thất. "Bạch dương" Masur (hay "bạch dương" Karelia, Betula verrucosa thứ carelica) có độ trang trí cao do có kết cấu gợn sóng kết hợp với các sọc và các đường sẫm màu. Gỗ "bạch dương" thích hợp cho việc sản xuất gỗ dán, và lớp gỗ "bạch dương" nằm trong số các loại gỗ dán ít bị co giãn nhất, mặc dù nó không thích hợp để sử dụng ở bên ngoài nhà.
Do chất lượng phù hợp của các sợi ngắn trong bột gỗ bạch dương, nên loại gỗ cứng này cũng có thể được sử dụng để sản xuất giấy in. Tại Ấn Độ lớp vỏ cây mỏng lột ra vào mùa đông đã từng được dùng như là giấy viết. Nó có tuổi thọ cao. Loại giấy này gọi là bhoorj patra. Bhoorj là tên gọi của bạch dương trong tiếng Phạn còn patra nghĩa là giấy.
Các chất chiết ra từ "bạch dương" được dùng để tăng mùi vị hay làm dầu bôi trên da thuộc, cũng như trong hóa mĩ phẩm, như xà phòng hay dầu gội đầu. Trong quá khứ, dầu thương mại wintergreen (methyl salicylat) được sản xuất từ bạch dương ngọt (Betula lenta). Hắc ín bạch dương hay dầu Nga, chiết từ vỏ "bạch dương", đã được dùng như là dầu bôi trơn hay keo dán cũng như cho các mục đích y tế.
Bạch dương bạc (Betula pendula) là quốc thụ của Phần Lan. Tại đây đôi khi người ta dùng các cành nhỏ còn lá có hương thơm của "bạch dương" bạc để đập nhẹ vào mình trong nhà tắm hơi. Các cành nhỏ được gọi trong ngôn ngữ bản địa là vihta hay vasta. Nó có tác dụng thư giãn đối với các cơ.
Lá "bạch dương" cũng có thể dùng làm trà uống có tính lợi tiểu hay sản xuất thuốc nhuộm và mỹ phẩm.
Trong quá khứ, các cành "bạch dương" nhỏ được buộc lại thành bó, để làm roi quất người, một hình thức trừng phạt thể xác.
Nhiều bộ lạc thổ dân Bắc Mỹ đánh giá cao phần vỏ thân cây "bạch dương", vì trọng lượng riêng nhẹ, độ dẻo cao, cũng như độ dễ dàng tách ra từ các cây đổ, vì thể thông thường người ta dùng nó để làm các xuồng canoe chống thấm nước và nhẹ, lều tipi v.v.
"Bạch dương" cũng được dùng làm củi do nó có năng suất tỏa nhiệt cao trên một đơn vị khối lượng hay một đơn vị thể tích. Vỏ cây cũng được dùng để nhóm lửa, do nó cháy khá tốt, ngay cả khi ẩm do có chứa dầu. Lớp vỏ này cũng có thể tách thành các tấm rất mỏng và chúng thậm chí bắt cháy ngay cả khi chỉ có tia lửa nhỏ.
"Bạch dương" cũng có tầm quan trọng về mặt tinh thần trong một số tôn giáo, cả trong quá khứ lẫn ngày nay.
Gỗ "bạch dương" được dùng làm các bộ phận khuếch đại âm cho đàn ghi ta cũng như vỏ loa. Nó khá tốt về mặt âm thanh cũng như khá bền cơ học.
Gỗ "bạch dương" cũng được dùng làm trống. Nó tạo ra các âm thanh với cả tần số cao và thấp với các tần số thấp khá rền và nó là lý tưởng cho các bản ghi âm trong các phòng thu âm.

### Thực phẩm
Tại Belarus, Nga, các quốc gia vùng Baltic, Phần Lan, phần phía bắc Trung Quốc, nhựa "bạch dương" được uống như là một loại đồ uống dễ chịu, và người ta cho rằng nó có tính bổ dưỡng. Nhựa bạch dương lỏng và có màu xanh lục nhạt, với hương vị hơi thơm, và nó được đóng chai ở quy mô thương mại. Nhựa "bạch dương" cũng có thể dùng để sản xuất kvass, một loại đồ uống chứa cồn nhẹ. Nhựa của một số loài "bạch dương" cụ thể cũng có thể dùng để chế biến thành siro bạch dương, dấm, bia bạch dương (một loại đồ uống nhẹ tương tự như bia rễ cây), và một số loại đồ thực phẩm khác. Trái với siro phong, siro "bạch dương" rất khó sản xuất, làm cho nó trở thành đắt đỏ hơn so với các loại siro khác. Nó cũng ít ngọt hơn siro phong và nhựa để sản xuất siro cũng có muộn hơn nhựa phong khoảng 1 tháng. siro "bạch dương" được sản xuất chủ yếu tại Alaska (từ bạch dương Alaska) và Nga (từ vài loài), còn ở các nơi khác thì ít thấy hơn.
Xylitol cũng có thể chiết ra từ "bạch dương", nó là một loại chất làm ngọt nhân tạo, đã thể hiện tính hiệu quả trong việc ngăn ngừa sâu răng.
Theo loạt phim tài liệu Unwrapped của Food Network, "bạch dương" là loại gỗ được ưa thích trong sản xuất tăm xỉa răng.

### Y học
Tuy nhiên, "bạch dương" tại các vĩ độ phía bắc bị coi là nguồn phấn hoa gây dị ứng nhiều nhất, với khoảng 15-20% trường hợp sốt cỏ khô là ở những người mẫn cảm với phấn hoa bạch dương.
Nấm chaga là một adaptogen phát triển trên cây "bạch dương" trắng, hút lấy các thành phần của bạch dương và được sử dụng như là phương thuốc chống ung thư.
Vỏ thân "bạch dương" chứa nhiều betulin và axít betulinic, các hóa thực vật có tiềm năng như là các loại dược phẩm, và các hóa chất khác có nhiều triển vọng như là chất bôi trơn công nghiệp.